# Gleb Zachodjakin
Gleb Nikolajevič Zachodjakin, scritto anche Sachodjakin (in russo Глеб Николаевич Заходякин?; Mosca, 7 luglio 1912 – 6 marzo 1982), è stato un compositore di scacchi russo-sovietico.
Dal 1929 compose circa 200 studi e alcuni problemi, ottenendo molte premiazioni, tra cui otto primi premi.
Alcuni suoi studi hanno dato notevoli contributi alla teoria dei finali.
Zachodjakin era uno specialista delle miniature, studi o problemi con al massimo sette pezzi, compresi i pedoni.

## Studi d'esempio
|   | a | b | c | d | e | f | g | h |   |
| 8 | f8 alfiere del bianco · h8 re del nero · h7 pedone del nero · g6 pedone del bianco · e5 cavallo del bianco · f5 cavallo del nero · g5 pedone del bianco · a2 re del bianco · f2 pedone del nero | f8 alfiere del bianco · h8 re del nero · h7 pedone del nero · g6 pedone del bianco · e5 cavallo del bianco · f5 cavallo del nero · g5 pedone del bianco · a2 re del bianco · f2 pedone del nero | f8 alfiere del bianco · h8 re del nero · h7 pedone del nero · g6 pedone del bianco · e5 cavallo del bianco · f5 cavallo del nero · g5 pedone del bianco · a2 re del bianco · f2 pedone del nero | f8 alfiere del bianco · h8 re del nero · h7 pedone del nero · g6 pedone del bianco · e5 cavallo del bianco · f5 cavallo del nero · g5 pedone del bianco · a2 re del bianco · f2 pedone del nero | f8 alfiere del bianco · h8 re del nero · h7 pedone del nero · g6 pedone del bianco · e5 cavallo del bianco · f5 cavallo del nero · g5 pedone del bianco · a2 re del bianco · f2 pedone del nero | f8 alfiere del bianco · h8 re del nero · h7 pedone del nero · g6 pedone del bianco · e5 cavallo del bianco · f5 cavallo del nero · g5 pedone del bianco · a2 re del bianco · f2 pedone del nero | f8 alfiere del bianco · h8 re del nero · h7 pedone del nero · g6 pedone del bianco · e5 cavallo del bianco · f5 cavallo del nero · g5 pedone del bianco · a2 re del bianco · f2 pedone del nero | f8 alfiere del bianco · h8 re del nero · h7 pedone del nero · g6 pedone del bianco · e5 cavallo del bianco · f5 cavallo del nero · g5 pedone del bianco · a2 re del bianco · f2 pedone del nero | 8 |
| 7 | f8 alfiere del bianco · h8 re del nero · h7 pedone del nero · g6 pedone del bianco · e5 cavallo del bianco · f5 cavallo del nero · g5 pedone del bianco · a2 re del bianco · f2 pedone del nero | f8 alfiere del bianco · h8 re del nero · h7 pedone del nero · g6 pedone del bianco · e5 cavallo del bianco · f5 cavallo del nero · g5 pedone del bianco · a2 re del bianco · f2 pedone del nero | f8 alfiere del bianco · h8 re del nero · h7 pedone del nero · g6 pedone del bianco · e5 cavallo del bianco · f5 cavallo del nero · g5 pedone del bianco · a2 re del bianco · f2 pedone del nero | f8 alfiere del bianco · h8 re del nero · h7 pedone del nero · g6 pedone del bianco · e5 cavallo del bianco · f5 cavallo del nero · g5 pedone del bianco · a2 re del bianco · f2 pedone del nero | f8 alfiere del bianco · h8 re del nero · h7 pedone del nero · g6 pedone del bianco · e5 cavallo del bianco · f5 cavallo del nero · g5 pedone del bianco · a2 re del bianco · f2 pedone del nero | f8 alfiere del bianco · h8 re del nero · h7 pedone del nero · g6 pedone del bianco · e5 cavallo del bianco · f5 cavallo del nero · g5 pedone del bianco · a2 re del bianco · f2 pedone del nero | f8 alfiere del bianco · h8 re del nero · h7 pedone del nero · g6 pedone del bianco · e5 cavallo del bianco · f5 cavallo del nero · g5 pedone del bianco · a2 re del bianco · f2 pedone del nero | f8 alfiere del bianco · h8 re del nero · h7 pedone del nero · g6 pedone del bianco · e5 cavallo del bianco · f5 cavallo del nero · g5 pedone del bianco · a2 re del bianco · f2 pedone del nero | 7 |
| 6 | f8 alfiere del bianco · h8 re del nero · h7 pedone del nero · g6 pedone del bianco · e5 cavallo del bianco · f5 cavallo del nero · g5 pedone del bianco · a2 re del bianco · f2 pedone del nero | f8 alfiere del bianco · h8 re del nero · h7 pedone del nero · g6 pedone del bianco · e5 cavallo del bianco · f5 cavallo del nero · g5 pedone del bianco · a2 re del bianco · f2 pedone del nero | f8 alfiere del bianco · h8 re del nero · h7 pedone del nero · g6 pedone del bianco · e5 cavallo del bianco · f5 cavallo del nero · g5 pedone del bianco · a2 re del bianco · f2 pedone del nero | f8 alfiere del bianco · h8 re del nero · h7 pedone del nero · g6 pedone del bianco · e5 cavallo del bianco · f5 cavallo del nero · g5 pedone del bianco · a2 re del bianco · f2 pedone del nero | f8 alfiere del bianco · h8 re del nero · h7 pedone del nero · g6 pedone del bianco · e5 cavallo del bianco · f5 cavallo del nero · g5 pedone del bianco · a2 re del bianco · f2 pedone del nero | f8 alfiere del bianco · h8 re del nero · h7 pedone del nero · g6 pedone del bianco · e5 cavallo del bianco · f5 cavallo del nero · g5 pedone del bianco · a2 re del bianco · f2 pedone del nero | f8 alfiere del bianco · h8 re del nero · h7 pedone del nero · g6 pedone del bianco · e5 cavallo del bianco · f5 cavallo del nero · g5 pedone del bianco · a2 re del bianco · f2 pedone del nero | f8 alfiere del bianco · h8 re del nero · h7 pedone del nero · g6 pedone del bianco · e5 cavallo del bianco · f5 cavallo del nero · g5 pedone del bianco · a2 re del bianco · f2 pedone del nero | 6 |
| 5 | f8 alfiere del bianco · h8 re del nero · h7 pedone del nero · g6 pedone del bianco · e5 cavallo del bianco · f5 cavallo del nero · g5 pedone del bianco · a2 re del bianco · f2 pedone del nero | f8 alfiere del bianco · h8 re del nero · h7 pedone del nero · g6 pedone del bianco · e5 cavallo del bianco · f5 cavallo del nero · g5 pedone del bianco · a2 re del bianco · f2 pedone del nero | f8 alfiere del bianco · h8 re del nero · h7 pedone del nero · g6 pedone del bianco · e5 cavallo del bianco · f5 cavallo del nero · g5 pedone del bianco · a2 re del bianco · f2 pedone del nero | f8 alfiere del bianco · h8 re del nero · h7 pedone del nero · g6 pedone del bianco · e5 cavallo del bianco · f5 cavallo del nero · g5 pedone del bianco · a2 re del bianco · f2 pedone del nero | f8 alfiere del bianco · h8 re del nero · h7 pedone del nero · g6 pedone del bianco · e5 cavallo del bianco · f5 cavallo del nero · g5 pedone del bianco · a2 re del bianco · f2 pedone del nero | f8 alfiere del bianco · h8 re del nero · h7 pedone del nero · g6 pedone del bianco · e5 cavallo del bianco · f5 cavallo del nero · g5 pedone del bianco · a2 re del bianco · f2 pedone del nero | f8 alfiere del bianco · h8 re del nero · h7 pedone del nero · g6 pedone del bianco · e5 cavallo del bianco · f5 cavallo del nero · g5 pedone del bianco · a2 re del bianco · f2 pedone del nero | f8 alfiere del bianco · h8 re del nero · h7 pedone del nero · g6 pedone del bianco · e5 cavallo del bianco · f5 cavallo del nero · g5 pedone del bianco · a2 re del bianco · f2 pedone del nero | 5 |
| 4 | f8 alfiere del bianco · h8 re del nero · h7 pedone del nero · g6 pedone del bianco · e5 cavallo del bianco · f5 cavallo del nero · g5 pedone del bianco · a2 re del bianco · f2 pedone del nero | f8 alfiere del bianco · h8 re del nero · h7 pedone del nero · g6 pedone del bianco · e5 cavallo del bianco · f5 cavallo del nero · g5 pedone del bianco · a2 re del bianco · f2 pedone del nero | f8 alfiere del bianco · h8 re del nero · h7 pedone del nero · g6 pedone del bianco · e5 cavallo del bianco · f5 cavallo del nero · g5 pedone del bianco · a2 re del bianco · f2 pedone del nero | f8 alfiere del bianco · h8 re del nero · h7 pedone del nero · g6 pedone del bianco · e5 cavallo del bianco · f5 cavallo del nero · g5 pedone del bianco · a2 re del bianco · f2 pedone del nero | f8 alfiere del bianco · h8 re del nero · h7 pedone del nero · g6 pedone del bianco · e5 cavallo del bianco · f5 cavallo del nero · g5 pedone del bianco · a2 re del bianco · f2 pedone del nero | f8 alfiere del bianco · h8 re del nero · h7 pedone del nero · g6 pedone del bianco · e5 cavallo del bianco · f5 cavallo del nero · g5 pedone del bianco · a2 re del bianco · f2 pedone del nero | f8 alfiere del bianco · h8 re del nero · h7 pedone del nero · g6 pedone del bianco · e5 cavallo del bianco · f5 cavallo del nero · g5 pedone del bianco · a2 re del bianco · f2 pedone del nero | f8 alfiere del bianco · h8 re del nero · h7 pedone del nero · g6 pedone del bianco · e5 cavallo del bianco · f5 cavallo del nero · g5 pedone del bianco · a2 re del bianco · f2 pedone del nero | 4 |
| 3 | f8 alfiere del bianco · h8 re del nero · h7 pedone del nero · g6 pedone del bianco · e5 cavallo del bianco · f5 cavallo del nero · g5 pedone del bianco · a2 re del bianco · f2 pedone del nero | f8 alfiere del bianco · h8 re del nero · h7 pedone del nero · g6 pedone del bianco · e5 cavallo del bianco · f5 cavallo del nero · g5 pedone del bianco · a2 re del bianco · f2 pedone del nero | f8 alfiere del bianco · h8 re del nero · h7 pedone del nero · g6 pedone del bianco · e5 cavallo del bianco · f5 cavallo del nero · g5 pedone del bianco · a2 re del bianco · f2 pedone del nero | f8 alfiere del bianco · h8 re del nero · h7 pedone del nero · g6 pedone del bianco · e5 cavallo del bianco · f5 cavallo del nero · g5 pedone del bianco · a2 re del bianco · f2 pedone del nero | f8 alfiere del bianco · h8 re del nero · h7 pedone del nero · g6 pedone del bianco · e5 cavallo del bianco · f5 cavallo del nero · g5 pedone del bianco · a2 re del bianco · f2 pedone del nero | f8 alfiere del bianco · h8 re del nero · h7 pedone del nero · g6 pedone del bianco · e5 cavallo del bianco · f5 cavallo del nero · g5 pedone del bianco · a2 re del bianco · f2 pedone del nero | f8 alfiere del bianco · h8 re del nero · h7 pedone del nero · g6 pedone del bianco · e5 cavallo del bianco · f5 cavallo del nero · g5 pedone del bianco · a2 re del bianco · f2 pedone del nero | f8 alfiere del bianco · h8 re del nero · h7 pedone del nero · g6 pedone del bianco · e5 cavallo del bianco · f5 cavallo del nero · g5 pedone del bianco · a2 re del bianco · f2 pedone del nero | 3 |
| 2 | f8 alfiere del bianco · h8 re del nero · h7 pedone del nero · g6 pedone del bianco · e5 cavallo del bianco · f5 cavallo del nero · g5 pedone del bianco · a2 re del bianco · f2 pedone del nero | f8 alfiere del bianco · h8 re del nero · h7 pedone del nero · g6 pedone del bianco · e5 cavallo del bianco · f5 cavallo del nero · g5 pedone del bianco · a2 re del bianco · f2 pedone del nero | f8 alfiere del bianco · h8 re del nero · h7 pedone del nero · g6 pedone del bianco · e5 cavallo del bianco · f5 cavallo del nero · g5 pedone del bianco · a2 re del bianco · f2 pedone del nero | f8 alfiere del bianco · h8 re del nero · h7 pedone del nero · g6 pedone del bianco · e5 cavallo del bianco · f5 cavallo del nero · g5 pedone del bianco · a2 re del bianco · f2 pedone del nero | f8 alfiere del bianco · h8 re del nero · h7 pedone del nero · g6 pedone del bianco · e5 cavallo del bianco · f5 cavallo del nero · g5 pedone del bianco · a2 re del bianco · f2 pedone del nero | f8 alfiere del bianco · h8 re del nero · h7 pedone del nero · g6 pedone del bianco · e5 cavallo del bianco · f5 cavallo del nero · g5 pedone del bianco · a2 re del bianco · f2 pedone del nero | f8 alfiere del bianco · h8 re del nero · h7 pedone del nero · g6 pedone del bianco · e5 cavallo del bianco · f5 cavallo del nero · g5 pedone del bianco · a2 re del bianco · f2 pedone del nero | f8 alfiere del bianco · h8 re del nero · h7 pedone del nero · g6 pedone del bianco · e5 cavallo del bianco · f5 cavallo del nero · g5 pedone del bianco · a2 re del bianco · f2 pedone del nero | 2 |
| 1 | f8 alfiere del bianco · h8 re del nero · h7 pedone del nero · g6 pedone del bianco · e5 cavallo del bianco · f5 cavallo del nero · g5 pedone del bianco · a2 re del bianco · f2 pedone del nero | f8 alfiere del bianco · h8 re del nero · h7 pedone del nero · g6 pedone del bianco · e5 cavallo del bianco · f5 cavallo del nero · g5 pedone del bianco · a2 re del bianco · f2 pedone del nero | f8 alfiere del bianco · h8 re del nero · h7 pedone del nero · g6 pedone del bianco · e5 cavallo del bianco · f5 cavallo del nero · g5 pedone del bianco · a2 re del bianco · f2 pedone del nero | f8 alfiere del bianco · h8 re del nero · h7 pedone del nero · g6 pedone del bianco · e5 cavallo del bianco · f5 cavallo del nero · g5 pedone del bianco · a2 re del bianco · f2 pedone del nero | f8 alfiere del bianco · h8 re del nero · h7 pedone del nero · g6 pedone del bianco · e5 cavallo del bianco · f5 cavallo del nero · g5 pedone del bianco · a2 re del bianco · f2 pedone del nero | f8 alfiere del bianco · h8 re del nero · h7 pedone del nero · g6 pedone del bianco · e5 cavallo del bianco · f5 cavallo del nero · g5 pedone del bianco · a2 re del bianco · f2 pedone del nero | f8 alfiere del bianco · h8 re del nero · h7 pedone del nero · g6 pedone del bianco · e5 cavallo del bianco · f5 cavallo del nero · g5 pedone del bianco · a2 re del bianco · f2 pedone del nero | f8 alfiere del bianco · h8 re del nero · h7 pedone del nero · g6 pedone del bianco · e5 cavallo del bianco · f5 cavallo del nero · g5 pedone del bianco · a2 re del bianco · f2 pedone del nero | 1 |
|   | a | b | c | d | e | f | g | h |   |

Soluzione:
1. g7+  Cxg7  (1... Rg8 2. Cg4)

2. Cf7+  Rg8  3. Ac5!  f1=D

4. Ch6+  Rh8  5. Ad6! ∼ 6. Ae5!

|   | a | b | c | d | e | f | g | h |   |
| 8 | e7 alfiere del bianco · f7 re del nero · a5 pedone del nero · b5 re del bianco · h5 torre del bianco · a2 pedone del nero · e2 cavallo del nero · g2 pedone del bianco | e7 alfiere del bianco · f7 re del nero · a5 pedone del nero · b5 re del bianco · h5 torre del bianco · a2 pedone del nero · e2 cavallo del nero · g2 pedone del bianco | e7 alfiere del bianco · f7 re del nero · a5 pedone del nero · b5 re del bianco · h5 torre del bianco · a2 pedone del nero · e2 cavallo del nero · g2 pedone del bianco | e7 alfiere del bianco · f7 re del nero · a5 pedone del nero · b5 re del bianco · h5 torre del bianco · a2 pedone del nero · e2 cavallo del nero · g2 pedone del bianco | e7 alfiere del bianco · f7 re del nero · a5 pedone del nero · b5 re del bianco · h5 torre del bianco · a2 pedone del nero · e2 cavallo del nero · g2 pedone del bianco | e7 alfiere del bianco · f7 re del nero · a5 pedone del nero · b5 re del bianco · h5 torre del bianco · a2 pedone del nero · e2 cavallo del nero · g2 pedone del bianco | e7 alfiere del bianco · f7 re del nero · a5 pedone del nero · b5 re del bianco · h5 torre del bianco · a2 pedone del nero · e2 cavallo del nero · g2 pedone del bianco | e7 alfiere del bianco · f7 re del nero · a5 pedone del nero · b5 re del bianco · h5 torre del bianco · a2 pedone del nero · e2 cavallo del nero · g2 pedone del bianco | 8 |
| 7 | e7 alfiere del bianco · f7 re del nero · a5 pedone del nero · b5 re del bianco · h5 torre del bianco · a2 pedone del nero · e2 cavallo del nero · g2 pedone del bianco | e7 alfiere del bianco · f7 re del nero · a5 pedone del nero · b5 re del bianco · h5 torre del bianco · a2 pedone del nero · e2 cavallo del nero · g2 pedone del bianco | e7 alfiere del bianco · f7 re del nero · a5 pedone del nero · b5 re del bianco · h5 torre del bianco · a2 pedone del nero · e2 cavallo del nero · g2 pedone del bianco | e7 alfiere del bianco · f7 re del nero · a5 pedone del nero · b5 re del bianco · h5 torre del bianco · a2 pedone del nero · e2 cavallo del nero · g2 pedone del bianco | e7 alfiere del bianco · f7 re del nero · a5 pedone del nero · b5 re del bianco · h5 torre del bianco · a2 pedone del nero · e2 cavallo del nero · g2 pedone del bianco | e7 alfiere del bianco · f7 re del nero · a5 pedone del nero · b5 re del bianco · h5 torre del bianco · a2 pedone del nero · e2 cavallo del nero · g2 pedone del bianco | e7 alfiere del bianco · f7 re del nero · a5 pedone del nero · b5 re del bianco · h5 torre del bianco · a2 pedone del nero · e2 cavallo del nero · g2 pedone del bianco | e7 alfiere del bianco · f7 re del nero · a5 pedone del nero · b5 re del bianco · h5 torre del bianco · a2 pedone del nero · e2 cavallo del nero · g2 pedone del bianco | 7 |
| 6 | e7 alfiere del bianco · f7 re del nero · a5 pedone del nero · b5 re del bianco · h5 torre del bianco · a2 pedone del nero · e2 cavallo del nero · g2 pedone del bianco | e7 alfiere del bianco · f7 re del nero · a5 pedone del nero · b5 re del bianco · h5 torre del bianco · a2 pedone del nero · e2 cavallo del nero · g2 pedone del bianco | e7 alfiere del bianco · f7 re del nero · a5 pedone del nero · b5 re del bianco · h5 torre del bianco · a2 pedone del nero · e2 cavallo del nero · g2 pedone del bianco | e7 alfiere del bianco · f7 re del nero · a5 pedone del nero · b5 re del bianco · h5 torre del bianco · a2 pedone del nero · e2 cavallo del nero · g2 pedone del bianco | e7 alfiere del bianco · f7 re del nero · a5 pedone del nero · b5 re del bianco · h5 torre del bianco · a2 pedone del nero · e2 cavallo del nero · g2 pedone del bianco | e7 alfiere del bianco · f7 re del nero · a5 pedone del nero · b5 re del bianco · h5 torre del bianco · a2 pedone del nero · e2 cavallo del nero · g2 pedone del bianco | e7 alfiere del bianco · f7 re del nero · a5 pedone del nero · b5 re del bianco · h5 torre del bianco · a2 pedone del nero · e2 cavallo del nero · g2 pedone del bianco | e7 alfiere del bianco · f7 re del nero · a5 pedone del nero · b5 re del bianco · h5 torre del bianco · a2 pedone del nero · e2 cavallo del nero · g2 pedone del bianco | 6 |
| 5 | e7 alfiere del bianco · f7 re del nero · a5 pedone del nero · b5 re del bianco · h5 torre del bianco · a2 pedone del nero · e2 cavallo del nero · g2 pedone del bianco | e7 alfiere del bianco · f7 re del nero · a5 pedone del nero · b5 re del bianco · h5 torre del bianco · a2 pedone del nero · e2 cavallo del nero · g2 pedone del bianco | e7 alfiere del bianco · f7 re del nero · a5 pedone del nero · b5 re del bianco · h5 torre del bianco · a2 pedone del nero · e2 cavallo del nero · g2 pedone del bianco | e7 alfiere del bianco · f7 re del nero · a5 pedone del nero · b5 re del bianco · h5 torre del bianco · a2 pedone del nero · e2 cavallo del nero · g2 pedone del bianco | e7 alfiere del bianco · f7 re del nero · a5 pedone del nero · b5 re del bianco · h5 torre del bianco · a2 pedone del nero · e2 cavallo del nero · g2 pedone del bianco | e7 alfiere del bianco · f7 re del nero · a5 pedone del nero · b5 re del bianco · h5 torre del bianco · a2 pedone del nero · e2 cavallo del nero · g2 pedone del bianco | e7 alfiere del bianco · f7 re del nero · a5 pedone del nero · b5 re del bianco · h5 torre del bianco · a2 pedone del nero · e2 cavallo del nero · g2 pedone del bianco | e7 alfiere del bianco · f7 re del nero · a5 pedone del nero · b5 re del bianco · h5 torre del bianco · a2 pedone del nero · e2 cavallo del nero · g2 pedone del bianco | 5 |
| 4 | e7 alfiere del bianco · f7 re del nero · a5 pedone del nero · b5 re del bianco · h5 torre del bianco · a2 pedone del nero · e2 cavallo del nero · g2 pedone del bianco | e7 alfiere del bianco · f7 re del nero · a5 pedone del nero · b5 re del bianco · h5 torre del bianco · a2 pedone del nero · e2 cavallo del nero · g2 pedone del bianco | e7 alfiere del bianco · f7 re del nero · a5 pedone del nero · b5 re del bianco · h5 torre del bianco · a2 pedone del nero · e2 cavallo del nero · g2 pedone del bianco | e7 alfiere del bianco · f7 re del nero · a5 pedone del nero · b5 re del bianco · h5 torre del bianco · a2 pedone del nero · e2 cavallo del nero · g2 pedone del bianco | e7 alfiere del bianco · f7 re del nero · a5 pedone del nero · b5 re del bianco · h5 torre del bianco · a2 pedone del nero · e2 cavallo del nero · g2 pedone del bianco | e7 alfiere del bianco · f7 re del nero · a5 pedone del nero · b5 re del bianco · h5 torre del bianco · a2 pedone del nero · e2 cavallo del nero · g2 pedone del bianco | e7 alfiere del bianco · f7 re del nero · a5 pedone del nero · b5 re del bianco · h5 torre del bianco · a2 pedone del nero · e2 cavallo del nero · g2 pedone del bianco | e7 alfiere del bianco · f7 re del nero · a5 pedone del nero · b5 re del bianco · h5 torre del bianco · a2 pedone del nero · e2 cavallo del nero · g2 pedone del bianco | 4 |
| 3 | e7 alfiere del bianco · f7 re del nero · a5 pedone del nero · b5 re del bianco · h5 torre del bianco · a2 pedone del nero · e2 cavallo del nero · g2 pedone del bianco | e7 alfiere del bianco · f7 re del nero · a5 pedone del nero · b5 re del bianco · h5 torre del bianco · a2 pedone del nero · e2 cavallo del nero · g2 pedone del bianco | e7 alfiere del bianco · f7 re del nero · a5 pedone del nero · b5 re del bianco · h5 torre del bianco · a2 pedone del nero · e2 cavallo del nero · g2 pedone del bianco | e7 alfiere del bianco · f7 re del nero · a5 pedone del nero · b5 re del bianco · h5 torre del bianco · a2 pedone del nero · e2 cavallo del nero · g2 pedone del bianco | e7 alfiere del bianco · f7 re del nero · a5 pedone del nero · b5 re del bianco · h5 torre del bianco · a2 pedone del nero · e2 cavallo del nero · g2 pedone del bianco | e7 alfiere del bianco · f7 re del nero · a5 pedone del nero · b5 re del bianco · h5 torre del bianco · a2 pedone del nero · e2 cavallo del nero · g2 pedone del bianco | e7 alfiere del bianco · f7 re del nero · a5 pedone del nero · b5 re del bianco · h5 torre del bianco · a2 pedone del nero · e2 cavallo del nero · g2 pedone del bianco | e7 alfiere del bianco · f7 re del nero · a5 pedone del nero · b5 re del bianco · h5 torre del bianco · a2 pedone del nero · e2 cavallo del nero · g2 pedone del bianco | 3 |
| 2 | e7 alfiere del bianco · f7 re del nero · a5 pedone del nero · b5 re del bianco · h5 torre del bianco · a2 pedone del nero · e2 cavallo del nero · g2 pedone del bianco | e7 alfiere del bianco · f7 re del nero · a5 pedone del nero · b5 re del bianco · h5 torre del bianco · a2 pedone del nero · e2 cavallo del nero · g2 pedone del bianco | e7 alfiere del bianco · f7 re del nero · a5 pedone del nero · b5 re del bianco · h5 torre del bianco · a2 pedone del nero · e2 cavallo del nero · g2 pedone del bianco | e7 alfiere del bianco · f7 re del nero · a5 pedone del nero · b5 re del bianco · h5 torre del bianco · a2 pedone del nero · e2 cavallo del nero · g2 pedone del bianco | e7 alfiere del bianco · f7 re del nero · a5 pedone del nero · b5 re del bianco · h5 torre del bianco · a2 pedone del nero · e2 cavallo del nero · g2 pedone del bianco | e7 alfiere del bianco · f7 re del nero · a5 pedone del nero · b5 re del bianco · h5 torre del bianco · a2 pedone del nero · e2 cavallo del nero · g2 pedone del bianco | e7 alfiere del bianco · f7 re del nero · a5 pedone del nero · b5 re del bianco · h5 torre del bianco · a2 pedone del nero · e2 cavallo del nero · g2 pedone del bianco | e7 alfiere del bianco · f7 re del nero · a5 pedone del nero · b5 re del bianco · h5 torre del bianco · a2 pedone del nero · e2 cavallo del nero · g2 pedone del bianco | 2 |
| 1 | e7 alfiere del bianco · f7 re del nero · a5 pedone del nero · b5 re del bianco · h5 torre del bianco · a2 pedone del nero · e2 cavallo del nero · g2 pedone del bianco | e7 alfiere del bianco · f7 re del nero · a5 pedone del nero · b5 re del bianco · h5 torre del bianco · a2 pedone del nero · e2 cavallo del nero · g2 pedone del bianco | e7 alfiere del bianco · f7 re del nero · a5 pedone del nero · b5 re del bianco · h5 torre del bianco · a2 pedone del nero · e2 cavallo del nero · g2 pedone del bianco | e7 alfiere del bianco · f7 re del nero · a5 pedone del nero · b5 re del bianco · h5 torre del bianco · a2 pedone del nero · e2 cavallo del nero · g2 pedone del bianco | e7 alfiere del bianco · f7 re del nero · a5 pedone del nero · b5 re del bianco · h5 torre del bianco · a2 pedone del nero · e2 cavallo del nero · g2 pedone del bianco | e7 alfiere del bianco · f7 re del nero · a5 pedone del nero · b5 re del bianco · h5 torre del bianco · a2 pedone del nero · e2 cavallo del nero · g2 pedone del bianco | e7 alfiere del bianco · f7 re del nero · a5 pedone del nero · b5 re del bianco · h5 torre del bianco · a2 pedone del nero · e2 cavallo del nero · g2 pedone del bianco | e7 alfiere del bianco · f7 re del nero · a5 pedone del nero · b5 re del bianco · h5 torre del bianco · a2 pedone del nero · e2 cavallo del nero · g2 pedone del bianco | 1 |
|   | a | b | c | d | e | f | g | h |   |

Soluzione:
1. Th7+  Re6  2. Th1!  Cc3+

3. Ra6!  Cb1  4. Te1+  Rf7

5. Ad6!  a1=D  6. Te7+  Rg6

7. Te6+  Rf5  8. Te5+  Rf6